# Brentonico
Brentonico (niem. Frenten, dialekt trydencki Brentònek) – miejscowość i gmina we Włoszech, w regionie Trydent-Górna Adyga, w prowincji Trydent.
Według danych na rok 2004 gminę zamieszkiwało 3621 osób, 58,4 os./km².